# Temerloh (distrikt)

Temerlohs läge i delstaten Pahang.

Temerloh är ett distrikt i delstaten Pahang, Malaysia. Distriktet har 165 451 invånare (2010).